# Adelanthaceae
Adelanthaceae é uma família pertencente à classe Jungermanniopsida, conhecidas como plantas hepáticas e agrupa 11 gêneros.

## Descrição
São plantas de colorações que variam de verde escura a amarronzada, podendo possuir tons acastanhados em regiões mais secas, e são pertencentes à divisão Marchantiophyta, conhecidas como plantas hepáticas, sendo essas avasculares, e portanto de tamanho pequeno a médio. Seu talo, com estruturas parecidas com folhas, é folhoso na maioria das espécies, sendo que essas “folhas” podem ser lobadas ou divididas, e suas margens podem ser inteiras ou dentadas. Seus rizoides podem ser multicelulares ou unicelulares, e sua função se resume à absorção de água, nutrientes e na fixação ao substrato. Essas briófitas também possuem estruturas chamadas anfigastros, que são parecidas com folhas, localizadas na face ventral do talo e com tamanho menor do que as folhas laterais, mas podem variar em tamanho e ser lobados ou inteiros, a depender da espécie.
Algumas plantas desta família podem apresentar óleos essenciais com aromas característicos, além de papilas que ajudam na retenção de água, encontradas nas superfícies das folhas e com aparência de pequenas protuberâncias.
A distribuição natural da família é ampla e está situada na maioria dos habitats, sendo mais presente em regiões úmidas e de clima temperado e quente, ainda assim há registros em regiões extremas como no norte da Rússia. No Brasil, Adelanthaceae ocorre no bioma da Mata Atlântica, em locais como florestas nebulares, campos de altitude e encostas úmidas.

## Importância Ecológica
As hepáticas, incluindo as da família Adelanthaceae, são fundamentais para a estabilização dos ecossistemas e a formação do solo. Elas também atuam como bioindicadores da qualidade ambiental e desempenham um papel importante na retenção de umidade no solo, contribuindo para o equilíbrio ecológico.

## Paisagismo
Devido à sua capacidade de reter água e melhorar a qualidade do solo, as hepáticas têm sido consideradas úteis em projetos de paisagismo ecológico e jardinagem sustentável. Seu uso é especialmente relevante em áreas destinadas ao controle da erosão e à recuperação de solos degradados.

## Gêneros
Os gêneros registrados na família, seguidos do número de espécies:
- Adelanthus Mitt. – 11 spp.
- Cuspidatula Steph. – 7 spp.
- Denotarisia Grolle – 1 sp.
- Jamesoniella (Spruce) Carrington – gênero não mais aceito
- Nothostrepta R.M.Schust. – 2 spp.
- Pisanoa Hässel – 1 sp.
- Protosyzygiella (Inoue) R.M.Schust. – 1 sp.
- Pseudomarsupidium Herzog – 5 spp.
- Syzygiella Spruce – 56 spp.
- Vanaea (Inoue & Gradst.) Inoue & Gradst. – 1 sp.
- Wettsteinia Schiffn. – 4 spp.

## Ocorrência no Brasil
O único gênero nativo do território brasileiro é o Adelanthus Mitt, com registros de duas espécies ocorrendo:

### Adelanthus carabayensis
De ocorrência registrada no Rio de Janeiro, são plantas medianas, com caulídeos rígidos e epiderme diferenciado, filídeos inseridos transversalmente e base decurrente, delicadamente bilobados com o ápice agudo, margens denteadas e margem dorsal do filídio plana ou encurvada. Células quadráticas de parede celular uniformemente espessada, células da margem do filídio com a parede mais espessa e formando uma borda diferenciada, base do filídio algumas vezes com uma vitta fraca, cutícula lisa, óleo corpos granulares. Poucos rizoides, usualmente sobre os estolões, gametângios em pequenos ramos curtos sobre a axila dos filídios ou nos estolões. Esporófito protegido por um perianto ou uma caliptra delicada.

### Adelanthus decipiens
De distribuição nos estados: Rio de Janeiro, Espírito Santo e São Paulo, são plantas médias, reconhecidas pela margem ventral do filídio inteira ou ligeiramente denteada na metade superior ou algumas vezes bordeada, quanto as células do filídio, apresentam paredes finas e com trigônios distintos. Trata-se de uma espécie de ocorrência rara, aparentemente associada a grandes altitudes.

## Relações filogenéticas
A família Adelanthaceae está contida na ordem Jungermanniales, dentro da subordem Lophocoleineae, que inclui hepáticas com características morfológicas e genéticas que se assemelham, enquanto a ordem Jungermanniales representa a maioria das hepáticas folhosas.
Segundo alguns estudos moleculares, Adelanthaceae tem uma relação bastante próxima com as famílias Plagiochilaceae e Lophocoleaceae, que também representam hepáticas folhosas. Em alguns estudos ela pode até ser classificada como igual ou parte de Plagiochilaceae, por razão das grandes semelhanças entre esses grupos. Essa posição é bastante discutida atualmente nas relações filogenéticas, bem como a possibilidade da fusão de Adelanthaceae com Lophocoleaceae. Para esclarecer melhor tais relações, análises filogenéticas recentes baseadas em genes específicos foram realizadas, e os resultados revelaram que Adelanthaceae pertence a um clado distinto na ordem Jungermanniales, mas, uma vez que a ciência está em constante mudança e descoberta, essa classificação não é imutável.